# Théophile Alexis Durand
Pour les articles homonymes, voir Durand.
Théophile Alexis Durand (né le 4 septembre 1855 à Saint-Josse-ten-Noode et mort le 12 janvier 1912) est un botaniste belge.